# Gymnasium bei St. Michael Schwäbisch Hall
Das Gymnasium bei St. Michael Schwäbisch Hall ist ein allgemeinbildendes Gymnasium in Trägerschaft der Großen Kreisstadt Schwäbisch Hall. Namensgeber ist Sankt Michael, den die Plastik Satansbezwinger vor dem Westeingang als Drachentöter darstellt. Die Schule wird momentan renoviert und modernisiert.

## Geschichte
Das Gymnasium bei St. Michael wurde 1655 als Gymnasium illustre gegründet und ist damit die älteste höhere Schule im Landkreis Schwäbisch Hall und eine der ältesten Schulen im deutschen Sprachraum. Eine dem Gymnasium vorangehende Lateinschule in Hall wurde 1318 zum ersten Mal erwähnt.
1655 wurde die städtische Lateinschule zum Gymnasium erhoben, das 1764 ein neues Schulhaus erhielt, das sogenannte Classgebäude. Nach dem Übergang der Stadt an Württemberg wurde das Gymnasium 1811 zu einer dreiklassigen Lateinschule zurückgestuft. 1873 erhielt die Lateinschule zusammen mit einer 1838 gegründeten Realanstalt einen Neubau, und 1877 wurde sie wieder Gymnasium. 1908 wurde daraus ein Realgymnasium, das in die Oberrealschule (die ehemalige Realanstalt) eingegliedert wurde. Die vereinigte Oberschule erhielt 1937 nach ihrem ehemaligen Lehrer Christian Mergenthaler den Namen Mergenthaler-Oberschule. Zum 300-jährigen Gymnasialjubiläum 1955 erhielt sie schließlich ihren jetzigen Namen Gymnasium bei St. Michael.

## Standort und Gebäude
Das Gymnasium befand sich bis 1966 in der Altstadt, gleich nördlich der Michaelskirche. 1966 zog man um in einen Neubau am Südrand der Kreuzäckersiedlung (Tüngentaler Straße 92) auf der östlichen Höhenlage des Stadtgebiets, etwa einen Kilometer östlich des alten Standorts. Durch Zubau der unmittelbar nordöstlich anschließenden Haupt- und Realschule Schenkensee ab 1977 entstand das Schulzentrum Ost der Stadt.
Das Gebäude ist ein heute vier Etagen hoher, rechteckiger Betonbau mit einem ebenfalls rechteckigen Innenhof, in dem eine Grünanlage und ein Teil des Pausenhofes liegen. 1999 setzte man ein viertes Geschoss auf das ursprünglich dreistöckige Gebäude und baute einen Fahrstuhl ein. Auf dem Flachdach steht eine Sternwarte und eine Photovoltaikanlage.

## Profile
Das Gymnasium bei St. Michael bietet zwei Profile an:
- Sprachlich orientiertes Profil: Latein und Englisch (ab Kl. 5) und Französisch und Italienisch (ab. Kl.8)
- Naturwissenschaftlich orientiertes Profil: Englisch (ab Kl. 5) und Französisch oder Latein (ab Kl. 6) und NWT (Naturwissenschaft und Technik) (ab Kl. 8).

Im Schuljahr 2007/2008 besuchten 1350 Schüler die 51 Klassen des Gymnasiums.

## Einzugsgebiet
Das Gymnasium besuchen vor allem Schüler aus dem Osten der Stadt Schwäbisch Hall und aus den Umlandgemeinden Braunsbach, Bühlertann, Bühlerzell, Ilshofen, Michelbach an der Bilz, Obersontheim, Untermünkheim, Vellberg und Wolpertshausen.

## Freundeskreis
Die Mitglieder des Freundeskreis alter Haller Pennäler e. V., Gymnasium bei St. Michael unterstützen das Gymnasium ideell und finanziell.

## Bekannte Schulangehörige

### Bekannte Lehrer
- Gerhard Storz (1898–1983), Pädagoge, Schriftsteller, Literaturwissenschaftler, CDU-Politiker und von 1958 bis 1964 Kultusminister des Landes Baden-Württemberg

### Bekannte Schüler
- Axel von Faltzburg (1645–1728), Infanteriegeneral und Landshövding
- Philipp Ernst Kern (1716–1776), Generalsuperintendent in Hildburghausen
- Wilhelm Friedrich Hufnagel (1754–1830), evangelischer Theologe und Pädagoge
- Friedrich David Gräter (1768–1830), Germanist und Skandinavist
- Karl Weller (1866–1943), Historiker
- Konrad Weiß (1880–1940), Dichter
- Rudolf Spreng (1905–1970), politischer Beamter
- Erhard Eppler (1926–2019), Politiker (SPD)
- Gerhard Hofmann, (1927–1987), Rechtsanwalt
- Oliver Storz (1929–2011), Drehbuchautor, Regisseur, Filmproduzent und Schriftsteller
- Fritz W. Scharpf (* 1935), Rechts- und Politikwissenschaftler
- Ulrich Bauer (* 1939), Politiker (SPD)
- Walter Döring (* 1954), Politiker (FDP) und Historiker
- Jürgen Hoppe (1954–2021), Biologe
- Siegfried Gehrke (* 1965), American-Football-Spieler und -Trainer
- David Preisendanz (* 1984), Politiker (CDU)